# Sichuan Tengzhong
Sichuan Tengzhong Heavy Industrial Machinery Company Ltd (кит. упр. 四川腾中重工机械有限公司, пиньинь Sìchuān Téngzhōng Zhònggōng Jīxiè Yǒuxiàn Gōngsī, палл. Сычуань Тэнчжун чжунгун цзисе юсянь гунсы) — китайская частная компания, известный производитель широкого спектра дорожного оборудования, осуществляет производство мостовых пирсов, строительство дорог и обслуживание машинных производств. Также Sichuan Tengzhong производит тяжелые грузовики, эвакуаторы и нефтяные танкеры. Основана в Чэнду, столице китайской провинции Сычуань.
10 октября 2009 году компания собиралась купить бренд Hummer у американского автоконцерна General Motors за 150 миллионов долларов. Однако, Тэнчжун не удалось добиться согласия у правительства Китая из-за больших цен на нефть и стремления КНР к защите окружающей среды от загрязнения воздуха выхлопными газами. 24 февраля 2010 года Министерство торговли Китая отклонило предложение Тэнчжуна о покупке Hummer у GM. Тэнчжун заявил, что сделка провалилась. Наконец, бренд Hummer прекратил свое существование 24 мая 2010 года.